# Winnemucca
Winnemucca es una ciudad ubicada en el condado de Humboldt en el estado estadounidense de Nevada. En el año 2000 tenía una población de 7.174 habitantes y una densidad poblacional de 334,9 personas por km².

## Geografía
Winnemucca se encuentra ubicada en las coordenadas 40°58′6″N 117°43′36″O / 40.96833, -117.72667.

## Demografía
Según la Oficina del Censo en 2000 los ingresos medios por hogar en la localidad eran de $46.699, y los ingresos medios por familia eran $53.681. Los hombres tenían unos ingresos medios de $47.917 frente a los $26.682 para las mujeres. La renta per cápita para la localidad era de $21.441. Alrededor del 9,5% de la población estaban por debajo del umbral de pobreza.